# Saint-Ouen-la-Rouërie
Saint-Ouen-la-Rouërie era una comuna francesa situada en el departamento de Ille y Vilaine, de la región de Bretaña, que el 1 de enero de 2019 pasó a ser una comuna delegada de la comuna nueva de Val-Couesnon.

## Demografía
| 1 186 | 1046 | 950 | 836 | 783 | 751 | 792 | 830 |
| Para los censos de 1962 a 1999 la población legal corresponde a la población sin duplicidades (Fuente: INSEE [Consultar]) |      |     |     |     |     |     |     |

## Réferencias
1. ↑  Worldpostalcodes.org, código postal n.º 35460.
2. ↑  INSEE, Datos de población para el año 2012 de Saint-Ouen-la-Rouërie (en francés).